# Kemenes Fanni
Kemenes Fanni (Budapest, 1932. március 25.–) Jászai Mari-díjas magyar jelmeztervező, érdemes művész.

## Életpályája
1957–1960 között az Irodalmi Színpad tervezője volt. 1960–1963 között a fővárosi Petőfi Színház jelmeztervezője volt. 1963–1974 között a Vígszínházban tervezett jelmezeket. 1974–1987 között a József Attila Színházban dolgozott. 1987 óta a Budapesti Operettszínház tervezője.
A Szegedi Nemzeti Színház és a Magyar Televízió szerződéses munkatársa is volt. Több mint 500 színpadi előadás és kb. 70 film, tv-film, tv-játék jelmezeinek tervezője. Munkatársa volt többek közt Várkonyi Zoltán, Fábri Zoltán, Mészáros Márta, Bacsó Péter, Gaál István, Sándor Pál és Sára Sándor.

## Színházi munkái
A Színházi Adattárban regisztrált bemutatóinak száma: Fanni-ként: 63; Fanny-ként: 321. (384!!!)
| - Ránki György: Egy szerelem három éjszakája (1961) - Moldova György: Légy szíves Jeromos (1962) - Mark Twain: Egymilliófontos bankjegy (1962) - Monnot: Irma, te édes (1963, 1981) - Burkhard: Ötödik Frank (1963) - Darvas-Királyhegyi: Lopni sem szabad (1963) - Norman-Heneker: Espresso Bongo (1963) - Leonov: Hóvihar (1964) - Móricz Zsigmond: Légy jó mindhalálig (1964) - Csurka István: Szájhős (1964) - Vercors: Zoo avagy az emberbarát gyilkos (1964) - Thomas: Szegény Dániel (1965) - Dosztojevszkij: A Karamazov testvérek (1965) - Shaw: Az orvos dilemmája (1965) - Csehov: Három nővér (1966) - Ábrahám Pál: Bál a Savoyban (1966, 1994) - Molnár Ferenc: A testőr (1966, 1971) - Radzinszkij: Filmet forgatunk (1966) - Schisgal: Szerelem, ó! (1966, 1971) - Huxley: A Mona Lisa mosolya (1966) - Inge: Egy éjszaka Kansasban (1966) - Gogol: Egy őrült naplója (1967) - Weingarten: A nyár (1967) - Jellicoe: A trükk (1967) - Békeffi István: Egy asszonygyilkos vallomása (1967) - Simon: Furcsa pár (1968) - William Shakespeare: Vízkereszt vagy amit akartok (1968) - Lehár Ferenc: Víg özvegy (1968, 2004) - Tabi László: Spanyolul tudni kell (1968) - Eörsi István: Hordók (1968) - Krúdy Gyula: A vörös postakocsi (1968) - Kesselring: Arzén és levendula (1969) - Szabó György: Szekrénybe zárt szerelem (1969) | - Edlis: Hol van a testvéred, Ábel? (1970) - William Shakespeare: Lóvátett lovagok (1970) - Simon: Hotel Plaza (1970) - Ödön von Horváth: Mesél a bécsi erdő (1971) - Miller: Alku (1971) - Sarkadi Imre: Ház a város mellett (1971) - Galambos Lajos: Fegyverletétel (1972) - Albee: Érzékeny egyensúly (1972) - Gyurkovics Tibor: Nagyvizit (1972) - Katajev: A kör négyszögesítése (1972) - Kertész Ákos: Névnap (1973) - William Shakespeare: Sok hűhó semmiért (1975) - Csiky Gergely: Kaviár (1975) - Csurka István: Nagytakarítás (1977) - Bolt: Éljen a királynő! (1977) - Feydeau: Zsákbamacska (1978) - Németh László: Eklézsia-megkövetés (1978) - Molière: Jourdain úr (1978) - Molière: Dandin úr (1978) - Örkény István: Pisti a vérzivatarban (1979) - Aljosin: Anna őfelsége (1979) - Száraz György: Ítéletidő (1979) - Fejes Endre: Rozsdatemető (1980) - Scarnicci-Tarabusi: A csodák Nápolyban születnek (1981) - Bíró-Lengyel: A cárnő (1981) - Maróti Lajos: Egy válás története (1982) - Miller: Pillantás a hídról (1982) - Thoeren-Logan: Van, aki forrón szereti (1987, 1997) - Kálmán Imre: Cirkuszhercegnő (1989, 1996) - Offenbach: Szép Heléna (1994) - Csehov: Cseresznyéskert (1995) - Kálmán Imre: Csárdáskirálynő (1996, 2002) - Herman: Őrült nők ketrece (2003) |

## Filmes munkái

### Játékfilmek
- Sellő a pecsétgyűrűn  I.-II. (1965-1967)
- Kárpáthy Zoltán (1966)
- Itt járt Mátyás király (1966)
- Harlekin és szerelmese (1967)
- Jaguár (1967)
- Bolondos vakáció (1968)
- Egri csillagok (1968)
- A gyilkos a házban van (1970)
- Arc (1970)
- Magasiskola (1970)
- Szeressétek Odor Emiliát! (1970)
- Sárika, drágám (1971)
- Reménykedők (1971)
- A halhatatlan légiós, akit csak péhovárdnak hívtak (1971)
- Csárdáskirálynő (1971)
- Horizont (1971)
- Agitátorok (1971)
- Holt vidék (1972)
- Lila ákác (1972)
- Utazás Jakabbal (1972)
- Volt egyszer egy család (1972)
- A szerelem határai (1973)
- Lányarcok tükörben (1973)
- Régi idők focija (1973)
- Makra (1972)
- Autó (1974)
- Tűzgömbök (1975)
- Az idők kezdetén (1975)
- Legenda a nyúlpaprikásról (1975)
- Ballagó idő (1976)
- Herkulesfürdői emlék (1976)
- Szépek és bolondok (1976)
- Az ötödik pecsét (1976)
- Kísértet Lublón (1976)
- Budapesti mesék (1977)
- A kard (1977)
- Apám néhány boldog éve (1977)
- Magyarok (1978)
- K. O. (1978)
- Kihajolni veszélyes! (1978)
- Dóra jelenti (1978)
- 80 huszár (1978)
- Szabadíts meg a gonosztól (1979)
- Az erőd (1979)
- Rosszemberek (1979)
- Hogyan felejtsük el életünk legnagyobb szerelmét…? (1980)
- Fábián Bálint találkozása Istennel (1980)
- Örökség (1980)
- Töredék az életről (1980)
- Fogadó az Örök Világossághoz (1981)
- Anna (1981)
- Napló gyermekeimnek (1984)
- Házasság szabadnappal (1984)
- Délibábok országa (1984)
- A vörös grófnő (1985)
- A rejtőzködő (1986)
- Elysium (1986)
- Napló szerelmeimnek (1987)
- Csók, Anyu (1987)
- Isten veletek, barátaim (1987)
- Nyitott ablak (1988)
- Kiáltás és kiáltás (1988)
- Piroska és a farkas (1989)
- Napló apámnak, anyámnak (1990)
- Megint tanú (1995)
- Honfoglalás (1996)
- A világ legkisebb alapítványa (1997)
- Sacra Corona (2001)
- Hamvadó cigarettavég (2001)
- Sobri (2002)

### Tévéfilmek, televíziós sorozatok
- Én, Strasznov Ignác, a szélhámos (1966)
- Othello Gyulaházán (1966)
- Bors (1968)
- Tizennégy vértanú (1970)
- Holnap reggel (1970)
- Pillangó (1971)
- Bolond és szörnyeteg (1973)
- Asszony a viharban (1974)
- Szép maszkok (1974)
- Utazás a Holdba 1-3. (1974)
- Vivát, Benyovszky! (1975–1979)
- A nagyenyedi két fűzfa (1979)
- A világ közepe (1979)
- Karcsi kalandjai (1980)
- A tenger (1982)
- Az áldozat visszatér (1983)
- A férj vadászik (1984)
- Zenés TV színház (1978–1993)
- Én és a kisöcsém (1989)
- Julianus barát (1991)
- Hello Doki (1996)

## Díjai
- a filmszemle díja (1985)